# 강흠덕
강흠덕(姜欽悳, 1958년 8월 15일 ~ )은 전 KBO 리그 두산 베어스의 트레이닝 코치(1983~2016)였고, 현 경기도 챌린지 리그 성남 블루팬더스의 재활센터장이다.

## 선수 시절

### OB 베어스&두산 베어스시절
1983년에 입단하였다.

## 야구선수 은퇴 후
2011년부터 두산 베어스 2군 트레이닝 코치로 활동하였다. 2017년부터 성남 블루팬더스의 트레니닝 코치로 활동했다.

## 출신 학교
- 괴산명덕초등학교
- 괴산중학교
- 괴산고등학교
- 신구대학